# Montes Cordillera
I Montes Cordillera (dal termine spagnolo cordillera, letteralmente cordigliera) sono una catena montuosa situata sulla superficie della Luna, e che costituisce la parete esterna del Mare Orientale (la parete interna è costituita dai Montes Rook).
Vista dalla Terra la catena si estende lungo l'estremo sudoccidentale del disco lunare, ed appare scorciata. La loro estremità occidentale raggiunge i 116° W, nell'emisfero lunare non rivolto verso la Terra.
I Montes Cordillera nascono poco a sud dell'equatore lunare per raggiungere, all'estremità opposta, una latitudine di circa 38° S. La parte rivolta verso l'interno è contraddistinta dalla presenza di un pianoro circolare piuttosto irregolare che circonda i Montes Rook; all'esterno della catena, al contrario, è evidente la presenza di abbondante materiale derivante dall'impatto che ha portato alla formazione del Mare Orientale. Si nota in particolare la presenza di numerose valli e scarpate disposte radialmente rispetto al mare, che hanno pesantemente modificato la topografia dei crateri più antichi situati nella regione.
Lungo la parete interna della catena, nella sua parte nordorientale, è situato un mare lunare di modeste dimensioni, il Lacus Autumni; poco più a nordest si trovano i crateri Schlüter e Hartwig. Mentre quest'ultimo appare ricoperto da abbondante materiale depositatosi durante la creazione del Mare Orientale, il cratere Schlüter ne è privo, ed è pertanto plausibilmente più recente.
La parte sudorientale della catena montuosa ospita, fra gli altri, i crateri Krasnov e Shaler; a sudest di quest'ultimo è situata una valle diretta radialmente rispetto al mare, e nota come Vallis Bouvard. A sud di quest'ultima si trovano altre due valli radiali, la Vallis Baade e la Vallis Inghirami; una terza valle di tal fatta, la Vallis Bohr, è collocata appena a nord della catena, ad est del cratere Bohr.